# Дао Винни-Пуха
Дао Винни-Пуха (англ. The Tao of Pooh) — книга, написанная в 1982 году американским писателем Бенджаменом Хоффом. Под «дао» подразумевается самосовершенствование личности, её духовное и моральное развитие. 49 недель книга была одной из больше всего покупаемых в Нью-Йорке.
Перевод на русский язык выполнил Л. Высоцкий.

## Краткое содержание
Винни-Пух идёт по лесу, а вслед за ним шагает Бенджамен Хофф и комментирует действия медвежонка с точки зрения философии даосизма, к которому, оказывается, Винни-Пух очень близок. Медведь с опилками в голове, придумывающий смешные песенки и болтающийся по лесу — лучший пример личности, идущей путём дао.
Книга начинается с картины, которая изображает трех великих восточных мыслителей, Конфуция, Будду, Лао-цзы. Конфуций считает уксус кислым, Будда считает горьким, но Лао-цзы, основатель даосизма, находит удовлетворение в нём.
Хофф представляет Винни-Пуха и связанных с ним других персонажей из рассказов А. А. Милна, как они взаимодействуют между собой. Хофф использует множество символов Милна, чтобы символизировать идеи, которые отличаются от даосской или подчеркнуть принципы. В отличие от Пуха, такие персонажи, как Сова и Кролик, чрезмерно усложняют проблемы, а Иа-Иа пессимистично жалуется.

## Популярность
Книга попала в список бестселлеров, составляемый New York Times (см New York Times bestseller list), и продержалась в нём несколько месяцев. Тираж книги превысил миллион экземпляров.
Книга попала в списки обязательных к прочтению книг в нескольких колледжах.